# 白鳥神社 (羽曳野市)
白鳥神社（しらとりじんじゃ）は、大阪府羽曳野市古市にある神社。旧社格は村社。

## 祭神
日本武尊、素戔嗚命（牛頭天王）、稲田姫命（頗梨采女）を祀る。明治時代に近隣の高屋神社を合祀し、その祭神である饒速日命、広国押武金日命（安閑天皇）を合せ祀る。

## 歴史
元は軽里の西方の伊岐谷にある白鳥陵（軽里大塚古墳）の頂に鎮座し、「伊岐宮（いきのみや）」と呼ばれていた。南北朝・戦国の兵火により衰微し、峯ヶ塚古墳の頂の小祠として祀られてきたが、1596年（慶長9年）の慶長の大地震で倒壊し、そのまま放置されていた。1784年（天明4年）に古市の氏神として現在地に移された。
1908年（明治41年）、式内社であった高屋神社を合祀した。高屋神社は1954年（昭和29年）に独立・再興されたが、現在でも合祭神としてその祭神を祀っている。

## 現地情報
所在地
- 大阪府羽曳野市古市1-1

交通アクセス
- 鉄道：近鉄南大阪線古市駅 下車後、徒歩約2分（北東へ約150m）